# Palacio de Justicia de Caracas
El Palacio de Justicia de Caracas es un complejo arquitectónico de oficinas de Caracas, Venezuela donde funciona la sede de los Tribunales Penales del Área Metropolitana. Está ubicado sobre la avenida Bolívar y entre las avenidas Este 6 y Este 8 en las parroquias Santa Rosalía y Santa Teresa.

## Historia
El Palacio de Justicia fue diseñado por el arquitecto Carlos Gómez de Llarena en 1983, en la obra se contemplaba la construcción de dos edificios de concreto de cinco niveles separados por una plaza cubierta por una estructura metálica abovedada el área de construcción es de 140.000 m² de los cuales 5.000 m² pertenecen a la plaza, se denominarían Edificio Sur o Cruz Verde y Edificio Norte o Camejo separados por la Plaza de la Justicia. En mayo de 1986 el Centro Simón Bolívar encargado de la ejecución de la obra inicia los trabajos de construcción, el proyecto además servía de conexión entre el Paseo Vargas y la Plaza Diego Ibarra en los lados este y oeste para hacer un paso peatonal desde el Parque El Calvario hasta el Parque Los Caobos. En junio de 1992 se culmina el Edificio Sur pero se paralizan las obras en el Edificio Norte y la plaza que se había anunciado estaría terminada para junio de 1993 pero no ha sido inaugurada.
En 2004 se anuncian la rehabilitación de parte del complejo pero el dinero fue insuficiente para su culminación. Para 2005 se propone construir una nueva sede para estos tribunales en otro sector de la ciudad, esa propuesta fue ampliamente rechazada por el costo de las obras y la no culminación del complejo Palacio de Justicia desde 1992, en 2005 se estimó que hacían falta unos 30.000.000 bolívares fuertes (14.000.000 dólares) para terminar todas las obras inconclusas. Se espera que cuando se culmine el Edificio Norte se transforme en la sede de los tribunales del Municipio Libertador y de niños y adolescentes.